# Charme (programa de televisão)
Charme foi um programa de auditório do SBT, apresentado por Adriane Galisteu. A atração estreou em 25 de outubro de 2004  e terminou em 17 de março de 2008.

## História
Inicialmente, o programa era inspirado no game show italiano Pronto,' Raffaela?, um formato já explorado anteriormente em Alô Christina, com diversos jogos e direção de Nilton Travesso. O principal era "Eu quero ganhar mais!". Os telespectadores que ligavam para o programa falavam essa frase após Adriane falar: "Você acaba de ganhar cinquenta reais". Assim ganhavam esse prêmio de participação e podiam brincar, tentando adivinhar quantos feijões tinham num copo, por exemplo. O prêmio chegou a R$ 5 mil. Por edição, Adriane atendia cerca de quatro telefonemas.
Adriane declarou publicamente sua insatisfação com o formato, que tinha baixa audiência — o programa estreou com 9 pontos de audiência e 12 pontos de pico, e em pouco tempo, foi despencando para uma média de 3 pontos no IBOPE. Apesar disso, logo após a estreia, Adriane Galisteu chegou a liderar na audiência por cerca de três minutos, concorrendo com a Sessão da Tarde, da TV Globo. Durante três semanas, sem os jogos, o índice chegou aos 6 pontos.
Por ordem de Silvio Santos, o programa passou a ser exibido nas noites de sábado, por volta das 21h. Depois de uma temporada fracassada, voltou a ser apresentado à tarde, com novo diretor. Após essa mudança, o Charme melhorou sua audiência, mas Adriane ficou novamente insatisfeita porque não podia mais escolher as pautas da atração.
Nos bastidores, comentavam-se diversas brigas entre a apresentadora e Silvio Santos. Ele a notificou três vezes por chegar atrasada às gravações e depois a tirou do ar. Em 1º de dezembro de 2006, Celso Portiolli passou a comandar o Charme, trazendo de volta os jogos e um game de namoros. Mas em 29 de janeiro de 2007, Adriane retomou o seu programa. Neste retorno o Charme passou a ser exibido na madrugada e ganhou um formato de talk-show. Mas durou por pouco tempo e meses depois já retornava o formato de games.
Em 24 de dezembro de 2007, Patrícia Salvador assumiu o comando do Charme nas férias de Adriane: o programa teve seu horário invertido com o programa Fantasia,indo para as madrugadas logo após o Jornal do SBT - edição noite.O programa retornou ao seu formato original,mas ao invés da frase "Como vai Galisteu?",a frase para a atender os telefonemas era "Como vai Patrícia"
Em 14 de Janeiro de 2008, o programa volta a ser exibido às 15 horas de segunda a sexta, no comando de Adriane Galisteu, voltando novamente o "Como vai Galisteu?".
Em 11 de março de 2008, o programa passou a ser exibido no horário da 1 até as 3 da manhã. Era apresentado ao vivo por Adriane Galisteu e o formato manteve se inalterado. Porém pouco tempo depois, na madrugada de 18 de março de 2008, o programa foi exibido pela última vez e saiu definitivamente do ar no outro dia. O cancelamento do programa acarretou a rescisão do contrato de Adriane.

## Horários e fases
Fase 1 - Entre 25 de outubro de 2004 até 19 de maio de 2006, o programa passou por pequenas variações em seu horário. O programa apostava nos jogos por telefone, entrevistas e o quadro Nina e Nuno.
Fase 2 - Entre 17 de maio e 21 de junho de 2006 o programa passou a ser exibido nas quartas às 22:30 e era um talk show aonde Adriane fazia diversas entrevistas.
Fase 3 - O programa manteve o mesmo formato,mas agora transmitido durante as noites de sábado, entre 24 de junho e 25 de novembro de 2006.
Fase 4 - Nesta fase,o formato do programa foi um pouco modificado, mas continuava com entrevistas e games,o quadro Nina e Nuno foi cancelado. Era exibido de segunda a sexta às 17h, 17h15, 17h30 e 17h40. Durou entre 1 de dezembro de 2006 até 26 de janeiro de 2007.
Fase 5 - O programa manteve uma pequena parte de seu formato original com os games e as entrevistas. Entretanto, durante o período no qual Portiolli substituiu Galisteu que gozou as suas férias, um quadro novo foi implementado, a nova versão do programa Namoro na TV.Com o retorno de Galisteu para o programa,o quadro foi desmembrado e se tornou um programa independente transmitidos aos sábados à noite  - Segunda a Sexta:
16h (apresentação: Celso Portiolli) (29 de janeiro de 2007 a 16 de março de 2007)
Fase 6 - (Voltou a ser apresentado por Adriane Galisteu à noite. As entrevistas foram mantidas,mas,agora gravadas externamente em alguns momentos. O formato dos games foi mantido e o programa também recebia atrações musicais.
23h30 (19 de março de 2007 a 9 de abril de 2007)
Fase 7 - (o programa se tornou um talk-show'. No início e no final do programa eram exibidas atrações musicais) - Segunda a Sexta:
Aprox. 00h30 (apresentação: Adriane Galisteu) (16 de abril de 2007 até 11 de maio de 2007)
Fase 8 - (Alguns quadros antigos retornaram ao programa. Algumas entrevistas foram exibidas e uma vez ou outra apareciam atrações musicais.) - Segunda a Sexta:
16h (14 de maio de 2007 a 6 de julho de 2007)
Fase 9 - (O programa resgata o formato do Viva a Noite,aonde eram realizados jogos com diversos convidados,o quadro "Namoro na TV" permanece e e as brincadeiras pelo telefone retornam. Atrações musicais ainda apareciam.) - Segunda a Sexta:
16h (9 de julho de 2007 a 7 de setembro de 2007)
Fase 10 - (Saem os games com artistas, o quadro "Namoro na TV" e as Atrações musicais definitivamente. O Charme ganha sua última mudança de formato:o original definitivamente retorna) - Segunda a Sexta:
16h (apresentação: Adriane Galisteu) (10 de setembro de 2007 a 21 de dezembro de 2007)
Fase 11 - (O programa não muda o formato, apenas a apresentação e o horário: Patrícia Salvador assume, durante as férias de Galisteu) - Segunda a Sexta:
1h15 (apresentação: Patrícia Salvador) (24 de dezembro de 2007 até 4 de janeiro de 2008)
Fase 12 - (O programa continua com seu formato atual e sofre uma mudança brusca de horário) - Segunda a Sábado:
15h (apresentação: Adriane Galisteu) (7 de janeiro de 2008 a 7 de março de 2008)
1h15 (apresentação: Adriane Galisteu) (10 de março de 2008 a 17 de março de 2008)
Após 4 anos, o programa é retirado do ar por baixa audiência, e a emissora alegou que o programa dava prejuízo. Este foi o mesmo motivo para o fim do programa "Fantasia" na mesma data.
Em outubro com a rescisão do contrato de Adriane com o SBT o programa foi cancelado e nunca mais voltou à programação da emissora após a grade da emissora sofrer mais uma reformulação.

## Provas
- Vale Mil
- Escolha Certa
- Datas Especiais
- Bingo
- Painel da Sorte
- Trinca do Charme
- Hora Secreta
- Corrida de Carrinhos
- O Que Tem na Caixa Preta
- Prova da Tartaruga
- Batalha Naval